# 熊继衮
熊继衮（1923年—），男，湖南石门人，中国电磁理论、微波技术和天线技术专家，曾任航天工业部第二研究院23所副总工程师，科技委员会主任。